# Гобек (Вайомінг)
Гобек (англ. Hoback) — переписна місцевість (CDP) в США, в окрузі Тетон штату Вайомінг. Населення — 1276 осіб (2020).

## Географія
Гобек розташований за координатами 43°18′27″ пн. ш. 110°44′42″ зх. д. / 43.30750° пн. ш. 110.74500° зх. д. (43.307625, -110.744868).  За даними Бюро перепису населення США в 2010 році переписна місцевість мала площу 114,87 км², з яких 112,55 км² — суходіл та 2,32 км² — водойми.

## Демографія
Згідно з переписом 2010 року, у переписній місцевості мешкало 1176 осіб у 476 домогосподарствах у складі 306 родин. Густота населення становила 10 осіб/км².  Було 567 помешкань (5/км²).
Расовий склад населення:
| - 91,7 % — білих - 1,2 % — азіатів - 0,4 % — корінних американців - 0,1 % — чорних або афроамериканців - 5,4 % — осіб інших рас |

До двох чи більше рас належало 1,3 %. Частка іспаномовних становила 13,7 % від усіх жителів.
За віковим діапазоном населення розподілялося таким чином: 21,9 % — особи молодші 18 років, 70,4 % — особи у віці 18—64 років, 7,7 % — особи у віці 65 років та старші. Медіана віку мешканця становила 40,8 року. На 100 осіб жіночої статі у переписній місцевості припадало 108,5 чоловіків;  на 100 жінок у віці від 18 років та старших — 108,6 чоловіків також старших 18 років.
Середній дохід на одне домашнє господарство  становив 101 506 доларів США (медіана — 94 438), а середній дохід на одну сім'ю — 135 784 долари (медіана — 111 917). Медіана доходів становила 64 231 долар для чоловіків та 51 979 доларів для жінок. За межею бідності перебувало 1,6 % осіб, у тому числі 0,0 % дітей у віці до 18 років та 0,0 % осіб у віці 65 років та старших.
Цивільне працевлаштоване населення становило 900 осіб. Основні галузі зайнятості: освіта, охорона здоров'я та соціальна допомога — 39,6 %, будівництво — 12,6 %, мистецтво, розваги та відпочинок — 9,4 %, фінанси, страхування та нерухомість — 9,0 %.